# Journal of Approximation Theory
Journal of Approximation Theory is een internationaal, aan collegiale toetsing onderworpen wetenschappelijk tijdschrift op het gebied van de wiskunde. De naam wordt in literatuurverwijzingen meestal afgekort tot J. Approx. Theor. Het wordt uitgegeven door Elsevier en verschijnt maandelijks. Het eerste nummer verscheen in 1968.